# Чемпионат СССР по лыжным гонкам 1979
51-й лично-командный чемпионат СССР по лыжным гонкам проводился в Сыктывкаре с 19 по 26 марта 1979 года. Соревнования проводились по восьми дисциплинам — гонки на 15, 30 и 50 км, эстафета 4×10 км (мужчины), гонки на 5, 10 и 20 км, эстафета 4х5 км (женщины).

## Медалисты

### Мужчины
|                  | Золото                                                                            | Серебро                                                                    | Бронза                                                                         |
| ---------------- | --------------------------------------------------------------------------------- | -------------------------------------------------------------------------- | ------------------------------------------------------------------------------ |
| Гонка на 15 км   | Зимятов Николай «Спартак» Московская область                                      | Рочев Василий «Динамо» Сыктывкар                                           | Беляев Евгений «Труд» Ленинград                                                |
| Гонка на 30 км   | Зимятов Николай «Спартак» Московская область                                      | Рочев Василий «Динамо» Сыктывкар                                           | Вахрушев Юрий Вооружённые Силы Киров                                           |
| Гонка на 50 км   | Рочев Василий «Динамо» Сыктывкар                                                  | Вахрушев Юрий Вооружённые Силы Киров                                       | Завьялов Александр Вооружённые Силы Московская область                         |
| Эстафета 4х10 км | Вооружённые Силы Завьялов Александр Бажуков Николай Вахрушев Юрий Савельев Сергей | «Динамо» Лукьянов Владимир Шмигун Анатолий Кузнецов Владимир Рочев Василий | Вооружённые Силы Исаев Валерий Шнайдер Виктор Юнусов Рашид Пономарев Александр |

### Женщины
|                 | Золото                                                                          | Серебро                                                                    | Бронза                                                                      |
| --------------- | ------------------------------------------------------------------------------- | -------------------------------------------------------------------------- | --------------------------------------------------------------------------- |
| Гонка на 5 км   | Кулакова Галина «Труд» Ижевск                                                   | Сметанина Раиса Сельские ДСО Сыктывкар                                     | Рочева (Селюнина) Нина «Динамо» Сыктывкар                                   |
| Гонка на 10 км  | Кулакова Галина «Труд» Ижевск                                                   | Рочева (Селюнина) Нина «Динамо» Сыктывкар                                  | Балдычева Нина «Труд» Ленинград                                             |
| Гонка на 20 км  | Кулакова Галина «Труд» Ижевск                                                   | Сметанина Раиса Сельские ДСО Сыктывкар                                     | Рочева (Селюнина) Нина «Динамо» Сыктывкар                                   |
| Эстафета 4х5 км | «Труд» Балдычева Нина Амосова Зинаида Першина (Трусова) Татьяна Кулакова Галина | «Динамо» Юрасова Галина Хворова Раиса Казакова Анна Рочева (Селюнина) Нина | «Труд» Зыкова Любовь Аквилёва Ираида Стремоусова Валентина Шамакова Надежда |

Лично-командный чемпионат СССР (18-й) в лыжной гонке на 70 км среди мужчин проводился в Кандалакше 15 апреля 1979 года.

### Мужчины (70 км)
|                | Золото                         | Серебро                                    | Бронза                                 |
| -------------- | ------------------------------ | ------------------------------------------ | -------------------------------------- |
| Гонка на 70 км | Шмигун Анатолий «Динамо» Тарту | Бажуков Николай Вооружённые Силы Сыктывкар | Сергеев Геннадий «Локомотив» Ленинград |

Лично-командный чемпионат СССР (5-й) в лыжной гонке на 30 км среди женщин проводился в Апатитах Мурманской области 14 апреля 1979 года.

### Женщины (30 км)
|                | Золото                        | Серебро                                | Бронза                         |
| -------------- | ----------------------------- | -------------------------------------- | ------------------------------ |
| Гонка на 30 км | Кулакова Галина «Труд» Ижевск | Сметанина Раиса Сельские ДСО Сыктывкар | Юрасова Галина «Динамо» Москва |